# D (dźwięk)
D (nazwa solmizacyjna: re) – dźwięk, którego częstotliwość dla d¹ wynosi 293,7 Hz. Jest to tonika gam D-dur i d-moll. W szeregu diatonicznym jest to drugi dźwięk w każdej oktawie.
W enharmonii dźwięki o tej samej wysokości to: cisis i eses.